# Wołośke (obwód dniepropetrowski)
Wołośke (ukr. Волоське) – wieś na Ukrainie, w obwodzie dniepropetrowskim, w rejonie dnieprzańskim, u ujścia Mokrej Sury do Dniepru. W 2001 roku liczyła 1362 mieszkańców.